# Commodore Rock
Commodore Rock – drugi minialbum brytyjskiego zespołu muzyki elektronicznej Ladytron. Został wydany w czerwcu 2000 roku przez wytwórnię Invicta Hi-Fi Records (Wielka Brytania) i 25 lipca tego samego roku przez Emperor Norton (USA) na płytach CD i 12-calowych. W tym samym roku francuska wytwórnia Tricadel wydała specjalną edycję winylową na 10-calowym krążku. Wydanie to zawierało debiutancki singel Ladytron „He Took Her To a Movie” zremiksowany przez właściciela Tricadel Bertranda Burgalata oraz instrumentalny utwór „Olivetti Jerk”. 
Piosenkę „Playgirl” zaśpiewała Helen Marnie, natomiast „Commodore Rock” i „Paco!” Mira Aroyo. „Miss Black” i „Olivetti Jerk” to utwory instrumentalne. „Playgirl”, „Commodore Rock” i „Paco!” znalazły się później na debiutanckim albumie Ladytron pn. 604. 
Za projekt minialbumu odpowiadał Daniel Hunt, za ilustracje Reuben Wu, a za zdjęcia Mira Aroyo. Jego producentami był zespół Ladytron i Lance Thomas. 

## Recenzje
Commodore Rock otrzymał ocenę 4/5 od serwisu Allmusic. Według Allmusic, a w recenzji napisano, że „Ladytron swoją osobliwą strukturą i intensywnym wykorzystaniem Mooga przypominają Devo”. 
Craig Daniels z magazynu Exclaim! wystawił bardzo pozytywną recenzję tej EP-ki, pisząc: „Taniec, ale bez przesady, relaks, ale bez przesady – ci retrofuturyści grają swój gatunek new wave, międzynarodowy, jet-setowy elektroniczny pop, tak idealnie odjazdowy, że aż strach. Wykorzystując zabytkowe syntezatory, oldschoolowe beatboxy i czysty, wyrafinowany kobiecy wokal, ten brytyjski kwartet nawiązuje do zespołów takich jak Stereolab, zachowując jednocześnie swój własny, niepowtarzalny klimat”. 
Według Marka Richardsona z magazynu Pitchfork „mimo że Commodore Rock jest nierówny, płyta nadal jest warta wysłuchania i należy ją uznać za obiecujący debiut”. 

## Lista utworów
| Commodore Rock (CD i 12") | Commodore Rock (CD i 12") | Commodore Rock (CD i 12") |
| Nr                        | Tytuł utworu              | Długość                   |
| ------------------------- | ------------------------- | ------------------------- |
| 1.                        | „Playgirl”                | 3:55                      |
| 2.                        | „Commodore Rock”          | 4:48                      |
| 3.                        | „Miss Black”              | 1:54                      |
| 4.                        | „Paco”                    | 2:59                      |
|                           |                           | 13:36                     |

| Commodore Rock (wersja Tricatel) | Commodore Rock (wersja Tricatel)        | Commodore Rock (wersja Tricatel) |
| Nr                               | Tytuł utworu                            | Długość                          |
| -------------------------------- | --------------------------------------- | -------------------------------- |
| 1.                               | „Playgirl”                              | 3:52                             |
| 2.                               | „Commodore Rock”                        | 4:47                             |
| 3.                               | „He Took Her To A Movie (Bertrand Mix)” | 3:48                             |
| 4.                               | „Olivetti Jerk”                         | 3:25                             |
|                                  |                                         | 15:52                            |

Źródła: